# Потокский сельсовет
Пото́кский сельсовет — административная единица на территории Кличевского района Могилёвской области Белоруссии. Административный центр - город Кличев (ранее — посёлок Потока).

## История
В 2011 году в состав сельсовета вошли 12 населённых пунктов упразднённого Гончанского сельсовета. В 2018 году 11 населённых пунктов были переданы Потокскому сельсовету.

## Состав
Включает 29 населённых пунктов:
- Алексеевка — деревня.
- Биордо — деревня.
- Борки — деревня.
- Воевичи — деревня.
- Дмитриевка 1 — деревня.
- Дмитриевка 2 — деревня.
- Замикитка — деревня.
- Ивановка — деревня.
- Кавяза — деревня.
- Константов — деревня.
- Кличевские Поселки — деревня.
- Лазье — деревня.
- Малиновое — деревня.
- Ольховка — деревня.
- Осов — деревня.
- Пересопня — деревня.
- Полосы — деревня.
- Поплавы — деревня.
- Потока — посёлок.
- Рубеж — деревня.
- Слободка — деревня.
- Стоялово — посёлок.
- Стоялово — деревня.
- Суша — деревня.
- Турец — деревня.
- Турчилов — деревня.
- Уболотье — деревня.
- Усакино — деревня.
- Хрелево — деревня.

## Достопримечательности
- Мемориальный комплекс партизанской славы "Усакино"[2]. Расположен около деревни Усакино
- Воинское кладбище в деревне Кавяза. Историко-культурная ценность
- Воинское кладбище в деревне Усакино. Историко-культурная ценность